# Achaearanea barra
Achaearanea barra är en spindelart som beskrevs av Claude Lévi 1963. Achaearanea barra ingår i släktet Achaearanea och familjen klotspindlar. Inga underarter finns listade i Catalogue of Life.